# Anion złożony
Aniony złożone – aniony zbudowane z więcej niż jednego atomu. Ich atom centralny często ma konfigurację elektronową gazu szlachetnego. Anionami złożonymi są też aniony pseudoproste, o właściwościach zbliżonych do anionów prostych, np. jon cyjankowy CN−
 lub azydkowy N−
3, które są jonami pseudohalogenkowymi, tj. podobnymi do jonów halogenkowych.

## Przykłady anionów złożonych
1. węglanowy, CO2−
3 i wodorowęglanowy, HCO−
3
2. siarczanowy, SO2−
4 i wodorosiarczanowy, HSO−
4
3. azotanowy, NO−
3